# アハラノフ＝ボーム効果
アハラノフ＝ボーム効果（アハラノフ＝ボームこうか、英: Aharonov–Bohm effect）は、電子のような電荷を持つ粒子が、空間の電磁場のない領域において電磁ポテンシャルの影響を受ける現象である。アハラノフ＝ボーム効果の名は、1959年にその存在を指摘したヤキール・アハラノフとデヴィッド・ボームに因み、両名の頭文字を取ってAB効果（英: AB effect）と略記されることもある。また、ときにアハラノフの名はアハロノフとも綴られる。
アハラノフ＝ボーム効果は、電荷を持つ粒子に対するハミルトニアンが電磁ポテンシャルを含むことと、シュレーディンガー方程式などの量子力学における基本方程式がゲージ変換に対して不変であることに関係している。ハミルトニアンが電磁ポテンシャルを含むことは古典論における解析力学からの結果であり、また量子力学においては、正準量子化の方法を経て量子力学が古典力学と対応するための要請である。ゲージ変換に対する不変性については、古典的な電磁気学におけるマクスウェル方程式がゲージ変換不変であることからの要請である。アハラノフ＝ボーム効果はこれらの古典論からの要請を量子力学に適用した場合に現れる量子効果であると言える。

## 概要
アハラノフ＝ボーム効果は量子力学の研究において理論的に示された現象であり、古典的な電磁気学が成り立つ範疇においては、アハラノフ＝ボーム効果は現れない。このことは、電磁気論における基本方程式であるマクスウェル方程式が電磁ポテンシャルに対するゲージ変換について不変であり、同じ電磁場を与える電磁ポテンシャルの選び方には任意性があることに端的に示されている。
量子力学において、シュレーディンガー方程式が古典論からの要請を満たすように、ゲージ変換された電磁ポテンシャルに対するシュレーディンガー方程式が元の電磁ポテンシャルに対する方程式に一致するためには、電磁ポテンシャルに対する変換だけでは不十分であり、波動関数の位相部分もまた変換されなければならない。しかしながら、ゲージ変換に対する波動関数の位相の変化は変換される波動関数の全体にかかり、確率密度やその流れの密度を記述する上では、波動関数の位相そのものは影響を及ぼさない。
ゲージ変換によって現れるゲージ関数は、ゲージ変換によって得られた新たな電磁ポテンシャルの内容を含んでいる。特に、磁場のないような系を考えると、磁場はベクトルポテンシャルの回転によって与えられるので、この場合にはベクトルポテンシャルはゲージ関数の勾配によって与えられる。従って、磁場のない系におけるゲージ関数はベクトルポテンシャルの線積分によって表される。ここで、異なる経路を通る粒子に対する波動関数を考えると、ゲージ関数はそれらの経路に依存するから、はじめにそれぞれの波動関数の位相が揃っているものとすれば、それぞれの波動関数の間には経路上のベクトルポテンシャルに依存した位相差が生じることになる。重ね合わせの原理によって、系全体の波動関数はそれぞれの経路を通る波動関数の足し合わせとして表されるから、経路が重なり合う場所においては波動関数の干渉が生じる。これは実際に観測され得ることであり、量子力学に特有な現象である。このような現象をアハラノフ＝ボーム効果と呼ぶ。

## 実験による検証
アハラノフとボームの指摘以来、長らく検証実験が試みられたが確かな証拠が得られないまま、その存在に懐疑的な意見もあったが、1986年、外村彰により電子線ホログラフィーの手法を用いて、その存在が実証された。
それまで実験が困難だった原因は一つに、磁場や電場が完全に存在しない条件を満足することが困難だったことがある。それまでの実験では有限の長さのコイルが使用されたが、この場合コイルに端が存在し、そこからの磁場の漏れによる影響が無視できなかった。コイルをドーナツ状（リング状）にすれば、理想的には磁場は漏れ出さないが、電子線の波長の要請から、それは非常に微細（数マイクロメートルオーダー）にする必要があった。
外村の検証実験では、非常に微細なドーナツ状の磁石（ドーナツ内に磁場が存在）を超伝導体（ニオブ）で取り囲み、超伝導転移温度以下にしておく。このため、マイスナー効果により当該磁石の磁場は、ドーナツ外部に漏れ出すことを完全に防ぐことができる。この状態で、電子線をそれぞれ、そのドーナツ状の部分の孔の中と、ドーナツ状磁石の外側とに通し、各々の位相の差を、前述の電子線ホログラフィーを使って干渉縞の形で観測した。観測の結果、2つの場合の間に {\displaystyle \pi }（半波長）だけの位相差が存在し、磁場が完全にない状態で、電子線が電磁ポテンシャル（この場合は、ベクトルポテンシャル）の影響を受けていることが実証された。
外村の実験後、電子線だけでなく、リング状の導体やカーボンナノチューブ中を運動する電子にあってもアハラノフ＝ボーム効果が発生することが観測されている。

## 関連記事
- 物性物理学
- シュレーディンガー方程式
- ハミルトン力学
- ゲージ変換